# Ratzeburgia
Ratzeburgia é um gênero botânico pertencente à família Poaceae.
1. ↑  «Ratzeburgia — World Flora Online». www.worldfloraonline.org. Consultado em 19 de agosto de 2020